# Romeo y Julieta (canción)
«Romeo y Julieta» es una canción popularizada por la cantante española Karina, y que se publicó en 1967.

## Descripción
Con letra de Hans Bradtke, música de Henry Mayer se trata de una adaptación al español por Carlos Céspedes del tema en lengua alemana Romeo und Julia, que interpretó la estadounidense Peggy March también en 1967. Además, la versión de Karina cuenta con arreglos y dirección de orquesta Miguel Ramos. Se editó en formato sencillo con el tema La fortuna y el poder en la cara B.
Con fuerte apoyo orquestal, el tema aborda el eterno tema del amor, contraponiendo el escenario que viven los jóvenes de la década de 1960, sin cortapisas a sus sentimientos frente al drama que vivieron los personajes de la obra de Shakespeare.
Se trata del primer gran éxito de la artista, del que se llegaron a vender cientos de miles de copias.